# أناتولي تيموشوك
أناتولي تيموشوك (بالأوكرانية: Тимощук Анатолій Олександрович) لاعب كرة قدم أوكراني قد حاز على كأس دوري أبطال أوروبا عام 2012/2013 عندما كان يلعب مع بايرن ميونخ الألماني. أما الآن فهو يلعب مع نادي زينيت سانت بطرسبرغ الروسي الذي كذلك قد توج رفقته بكأس أوروبي ألا وهو الدوري الأوروبي عام 2007/2008.

## روابط خارجية
- أناتولي تيموشوك على موقع الاتحاد الدولي (مؤرشف)  (الإنجليزية)
- أناتولي تيموشوك على موقع الاتحاد الأوربي (الإنجليزية)
- أناتولي تيموشوك على موقع اتحاد أوكرانيا (الإنجليزية)
- أناتولي تيموشوك على موقع قاعدة بيانات كرة القدم.إي يو (الإنجليزية)
- أناتولي تيموشوك على موقع بيانات كرة القدم. دي إي (الألمانية)
- أناتولي تيموشوك على موقع ليكيب (الفرنسية)
- أناتولي تيموشوك على موقع ناشيونال فوتبول تيمز (الإنجليزية)
- أناتولي تيموشوك على موقع Soccerbase.com (لاعب) (الإنجليزية)
- أناتولي تيموشوك على موقع Soccerway.com (الإنجليزية)
- أناتولي تيموشوك على موقع عالم كرة القدم.نت (الإنجليزية)